# Клеланд, Джон
Джон Клеланд, также Кли́ланд (англ. John Cleland; 1709—1789) — английский писатель и драматург, публикатор донаучных работ по поиску праязыка человечества, наиболее известен как автор скандального для своего времени романа «Фанни Хилл. Мемуары женщины для утех».

## Биография и творчество

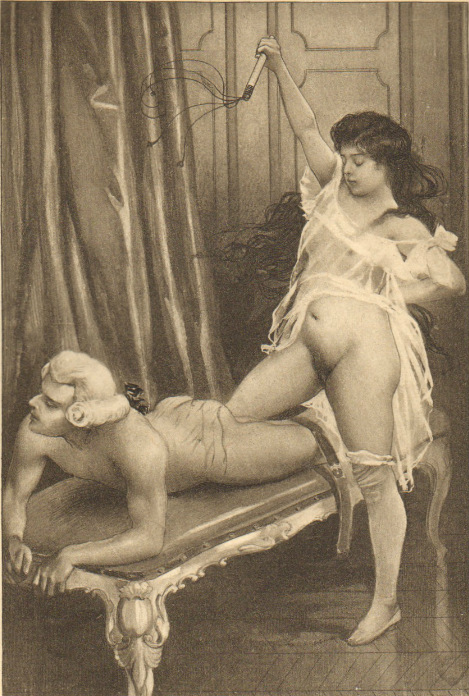
Иллюстрация Авриля к роману Клеланда «Фанни Хилл»

Клеланд родился в графстве Суррей в Великобритании в семье офицера Уильяма Клеланда, ставшего позднее государственным служащим. Семья вращалась в литературных кругах, а отец Клеланда дружил со знаменитым поэтом Александром Поупом.
С 1721 по 1723 год Джон Клеланд учился в Вестминстерской школе, откуда был отчислен. В 1728—1740 гг. служил в Бомбее в Британской Ост-Индской компании.
По возвращении в Лондон Клеланд написал роман «Фанни Хилл. Мемуары женщины для утех» (англ. «Fanny Hill or, Memoirs of a Woman of Pleasure»), первая часть которого была опубликована им в 1747 году, а вторая — в 1748-м.
Данная книга является одним из наиболее известных произведений английской эротической литературы. Повествование ведётся от лица молодой провинциалки, которая приезжает в Лондон в поисках работы. В столице её ждут разнообразные эротические приключения в шикарном борделе, куда она попала по наивности. Работа проститутки, тем не менее, не помешала юной героине найти и обрести настоящую любовь. Будни этого заведения и работа проституток описаны во всех подробностях.
В силу фривольности у романа была неоднозначная история публикаций. Так, несмотря на то, что он был переведён на 12 европейских языков, публикация романа в США была запрещена довольно долгое время. Публикации же на других языках обрастали анонимными вставками и дополнениями.
К 1963 году стараниями американских учёных был собран текст, наиболее близкий к оригиналу (рукопись утеряна). Именно с этого текста под развернутым названием «Фанни Хилл. Мемуары женщины для утех», был сделан первый русский перевод, изданный в 1993 году. Новая версия перевода была опубликована в 2002 году.
Клеланд известен как автор еще нескольких романов («Мемуары сластолюбца», сборник рассказов «Неожиданности любви»), а также пьес («Тит Веспасиан», «Пожертвование леди» и «Томбо-Чики, или Американский варвар»), но его более поздние произведения не могли сравниться по популярности с «Фанни Хилл».
Клеланд — автор донаучных работ по поиску праязыка человечества, или «языка Эдема». Он утверждал, что все известные языки произошли от кельтских. Ему принадлежит капитальный труд «Попытка этимологического словаря, или Опыт восстановления с помощью аналитического метода древнекельтского языка».

## Клеланд в кино
Роман Клеланда многократно экранизирован, в том числе — на телевидении (2007); среди прочего по мотивам романа снят фильм Тинто Брасса «Паприка» (1991).